# Manlig gemenskap
Manlig gemenskap är en EP av Fint Tillsammans, utgiven 2005 på skivbolaget Silence Records. Skivan innehåller låtar inspelade mellan 1994 och 2003.

## Låtlista
1. "Manlig gemenskap"
2. "Pk"
3. "Planet i päls"
4. "Det rör dig"
5. "Saker jag aldrig gör igen"
6. "Lyckan fanns"